# Las brigadas del tigre (serie de televisión)
Las brigadas del tigre es una serie de televisión francesa de 36 episodios de 55 minutos, en Francia se emitió desde el 21 de diciembre de 1974 al 11 de noviembre de 1983, y en España a partir de 1982.[cita requerida] Está basada en las brigadas del tigre una unidad móvil de la policía francesa creada a principios del siglo XX y que usaba todos los medios modernos de la época.
La gran mayoría de las escenas y los episodios tienen lugar en París, aunque también se dan algunos en otros puntos de Francia. También se citan hechos históricos puntuales o referencias a personajes históricos alrededor de los cuales se desarrollan varios episodios.
La banda sonora creada por Claude Bolling es otro de los puntos de atención.

## Personajes
- Jean-Claude Bouillon: Comisario Paul Valentin
- Pierre Maguelon: Inspector Marcel « el Coloso de Rodas » Terrasson
- Jean-Paul Tribout: Inspector Gustave Pujol
- François Maistre: Claude « el patrón » Faivre
- Pinkas Braun: Gabrielli « el patrón » a partir de la 5ª temporada

## Episodios
1ª temporada 1974-75
1. Ce siècle avait sept ans
2. Les Vautours
3. Nez de chien
4. Visite incognito
5. La Confrérie des loups
6. La Main noire

2ª temporada 1975-76
1. Collection 1909
2. L'Auxiliaire
3. Les Compagnons de l'Apocalypse
4. Le Défi
5. La Couronne du Tsar
6. De la poudre et des balles

3ª temporada 1976-77
1. Bonnot et Cie
2. L'Homme à la casquette
3. Don de Scotland Yard
4. Le Cas Valentin
5. Le Crime du Sultan
6. L'Ère de la calomnie

4ª temporada 1977-78
1. Le Village maudit
2. Les Demoiselles du Vésinet
3. Bandes et contrebandes
4. Cordialement vôtre
5. Les Enfants de la Joconde
6. L'Ange blanc

5ª temporada 1981-82
1. S.O.S. tour Eiffel
2. Le Temps des garçonnes
3. Le Vampire des Karpates
4. Made in USA
5. Le Réseau Brutus
6. Le Complot

6ª temporada 1982-83
1. Les Princes de la nuit
2. Rita et le Caïd
3. La Grande Duchesse Tatiana
4. Les Fantômes de Noël
5. La Fille de l'air
6. Lacs et entrelacs